# Kazimierz Burtny
Kazimierz Burtny (ur. 4 sierpnia 1943 w Szypowcach) – polski samorządowiec, agronom i urzędnik, w latach 1981–1988 wicewojewoda legnicki.

## Życiorys
Z wykształcenia agronom, przez wiele lat pracował w administracji publicznej, m.in. jako szef gminnej służby rolnej. Działał w Zjednoczonym Stronnictwie Ludowym i Polskim Stronnictwie Ludowym. Od 5 maja 1981 do 31 grudnia 1988 sprawował funkcję wicewojewody legnickiego. W 1989 był kandydatem ZSL do Sejmu w okręgu legnickim (przegrał o 569 głosów z Adamem Grabowieckim).
Później był prezesem legnickiego oddziału Agencji Własności Rolnej Skarbu Państwa. W 2002 został wybrany do rady miejskiej Legnicy, kandydował też do Sejmu w 2001, 2005 i 2007. Przez wiele lat kierował strukturami PSL w powiecie legnickim, należał też do wojewódzkiego zarządu partii. W kadencji 2014–2018 zasiadał w zarządzie tego powiatu.
Odznaczony Krzyżem Oficerskim Orderu Odrodzenia Polski (1999) za wybitne zasługi w kultywowaniu tradycji ruchu ludowego, za osiągnięcia w działalności publicznej i na rzecz społeczności lokalnych. Otrzymał też odznakę „Zasłużony dla Legnicy”.